# Acqua liquida extraterrestre

Flussi visibili nel cratere Palikir (all' interno del cratere Newton) su Marte. Sebbene vi siano indizi intriganti che suggeriscono la presenza di acqua liquida extraterrestre, finora è sfuggita una conferma diretta.

L'acqua liquida extraterrestre (dalle parole latine: extra ["fuori, oltre"] e terrestris ["di o appartenente alla Terra"]) è acqua allo stato liquido che si trova naturalmente al di fuori della Terra. Si tratta di un argomento di ampio interesse perché è considerata come uno dei prerequisiti fondamentali per la vita come la conosciamo e quindi considerata essenziale per la vita extraterrestre.
Con l'acqua oceanica che copre il 71% della sua superficie, la Terra è l'unico pianeta noto per avere sulla sua superficie masse di acqua liquida permanenti, e l'acqua liquida è essenziale per tutte le forme di vita note sulla Terra. La presenza dell'acqua sulla superficie della Terra è il prodotto della pressione atmosferica e di un'orbita stabile nella zona abitabile circumstellare del Sole, anche se la provenienza dell'acqua sulla Terra rimane sconosciuta.
I principali metodi utilizzati per verificare la presenza di acqua liquida sono la spettroscopia di assorbimento e la geochimica. Queste tecniche si sono dimostrate efficaci per il vapore acqueo atmosferico e il ghiaccio. Tuttavia, utilizzando gli attuali metodi di spettroscopia astronomica è sostanzialmente più difficile rilevare l'acqua liquida sui pianeti rocciosi, specialmente nel caso delle acque sotterranee. Per questo motivo, astronomi, astrobiologi e scienziati planetari utilizzano la teoria delle zone abitabili, la teoria gravitazionale e delle maree, i modelli di differenziazione planetaria e la radiometria per determinare la possibile presenza di acqua liquida. L'acqua osservata nell'attività vulcanica può fornire prove indirette più convincenti, così come le caratteristiche fluviali e la presenza di agenti antigelo, come sali o ammoniaca.
Utilizzando questi metodi, molti scienziati deducono che l'acqua liquida una volta copriva vaste aree di Marte e Venere. Si pensa che l'acqua esista nello stato liquido sotto la superficie di alcuni corpi planetari, similmente alle acque sotterranee della Terra. Il vapore acqueo è a volte considerato come prova conclusiva della presenza di acqua liquida, anche se il vapore acqueo atmosferico può essere trovato in molti luoghi dove l'acqua liquida non esiste. Prove analoghe indirette, tuttavia, supportano l'esistenza di liquidi sotto la superficie di diverse lune e pianeti nani in altre parti del sistema solare. Alcuni si suppone siano grossi "oceani" extraterrestri. L'acqua liquida è considerata diffusa in altri sistemi planetari, nonostante la mancanza di prove conclusive, e c'è una lista crescente di corpi extrasolari nei quali si ipotizza la presenza di acqua liquida.

## Acqua liquida nel sistema solare
A dicembre 2015, l'acqua liquida accertata nel Sistema Solare al di fuori della Terra è 25-50 volte il volume dell'acqua della Terra (1,3 miliardi di chilometri cubi).

### Marte

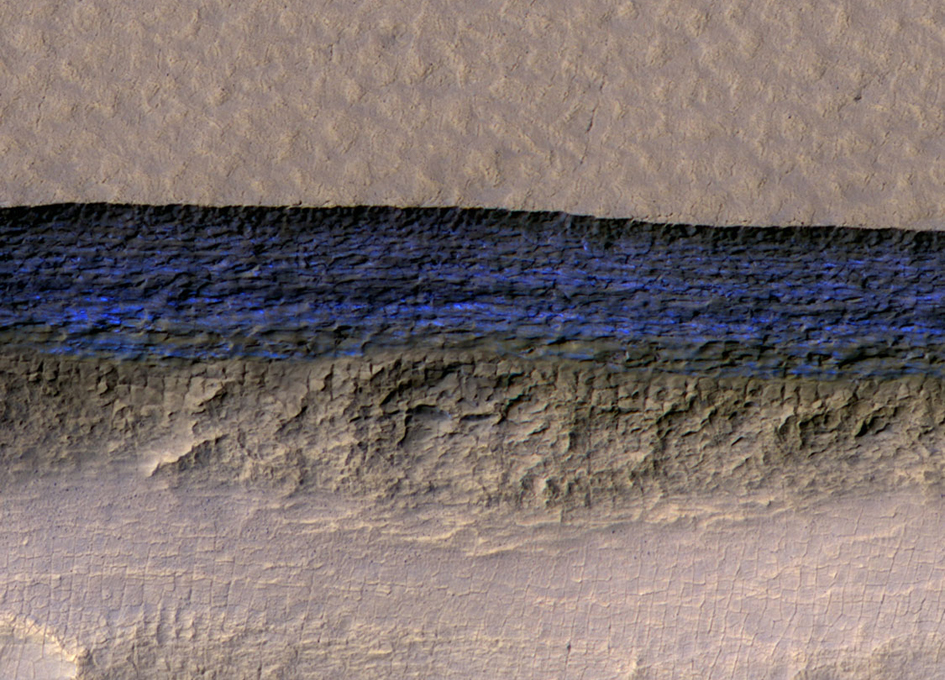
Uno spaccato di ghiaccio sotterraneo di Marte è esposto nel ripido pendio che appare di un blu brillante in questa vista a colori potenziata dalla MRO. La zona è ampia circa 500 metri. La scarpata scende di circa 128 metri dal livello del suolo nel terzo superiore dell'immagine.

L'acqua su Marte si trova ormai quasi esclusivamente sotto forma di ghiaccio, con una piccola percentuale presente nell'atmosfera sotto forma di vapore. Sulla superficie marziana può essere presente transitoriamente dell'acqua liquida, ma solo in determinate condizioni. Non esistono grandi masse d'acqua liquida in superficie a causa della pressione atmosferica media di 600 pascal (0,087 psi) - circa lo 0,6% della pressione media terrestre a livello del mare - e perché la temperatura media globale è troppo bassa (-63 °C), il che porta ad una sua rapida evaporazione o al congelamento.Si ritiene che le conformazioni geologiche simili a torrenti e foci siano state causate dallo scorrere di salamoia o sali idratati.
Nel luglio 2018, gli scienziati dell'Agenzia Spaziale Italiana hanno segnalato il rilevamento di un lago subglaciale su Marte, 1,5 chilometri sotto la calotta polare meridionale, e che si estende per 20 chilometri,questa è stata la prima prova di una massa d'acqua liquida permanente sul pianeta. Poiché la temperatura alla base della calotta polare è stimata a -68 °C, gli scienziati ipotizzano che l'acqua possa rimanere liquida per l'effetto antigelo dei perclorati di magnesio e calcio. Lo strato di ghiaccio di 1,5 km che ricopre il lago è composto da acqua ghiacciata con un misto di polvere pari al 10 - 20% e coperto stagionalmente da uno strato di 1 metro di ghiaccio di CO2.

### Europa
Gli scienziati concordano sul fatto che sotto la superficie di Europa (la luna di Giove) esista uno strato d'acqua liquida e che il calore derivante dalla flessione delle maree permetta all'oceano sotterraneo di rimanere liquido. Si stima che la crosta esterna di ghiaccio solido abbia uno spessore di circa 10–30 km, compreso uno strato sottile di "ghiaccio caldo", il che potrebbe significare che l'oceano liquido sottostante potrebbe essere profondo circa 100 km. Questo porta ad un volume degli oceani di Europa a 3 × 1018 m3, poco più di due volte il volume degli oceani della Terra.

### Encelado

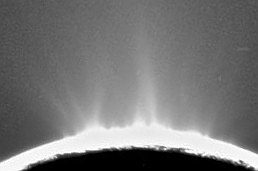
I geyser di Encelado si sprigionano dall'oceano sotto la superficie a causa degli effetti mareali di Saturno.

Encelado, una luna di Saturno, ha rivelato dei geyser d'acqua, confermati dalla sonda Cassini nel 2005 e analizzati più in dettaglio nel 2008. I dati gravimetrici del 2010-2011 hanno confermato la presenza di un oceano sotterraneo. Mentre in precedenza si riteneva essere localizzato in una parte dell'emisfero meridionale, le prove rivelate nel 2015 suggeriscono che l'oceano sotterraneo si estenda su tutto il globo.
Oltre all'acqua, dalle bocche dei geyser vicino al polo sud fuoriescono piccole quantità di sale, azoto, anidride carbonica e idrocarburi volatili. Lo scioglimento dell'acqua dell'oceano e dei geyser sembra essere guidato dal flusso di marea di Saturno.

### Ganimede
Dopo l'osservazione del telescopio spaziale Hubble nel 2015, si ipotizza l'esistenza di un oceano salino subsuperficiale su Ganimede, una luna di Giove. I profili nelle fasce aurorali e il dondolio del campo magnetico suggeriscono la presenza di un oceano. Si stima che sia profondo 100 km, con una superficie che giace sotto una crosta di 150 km di ghiaccio.

### Cerere
Cerere sembra essere differenziato in un nucleo roccioso e un mantello ghiacciato, e potrebbe avere un oceano liquido di acqua residuo sotto lo strato di ghiaccio. La superficie è probabilmente una miscela di ghiaccio d'acqua e vari minerali idratati come carbonati e argilla. Nel gennaio 2014 sono state rilevate emissioni di vapore acqueo da diverse regioni di Cerere. Questo è stato un fenomeno inatteso, perché i grandi corpi nella fascia degli asteroidi non emettono vapore, un segno distintivo delle comete. Cerere ha anche una montagna chiamata Ahuna Mons che si pensa sia una cupola criovolcanica che facilita il movimento di magma criovolcanico ad alta viscosità costituito da acqua ghiacciata addolcita dal suo contenuto di sali.

### Giganti di ghiaccio
I "giganti ghiacciati" (talvolta chiamati "giganti d'acqua") come i pianeti Urano e Nettuno si pensa abbiano un oceano d'acqua supercritico sotto le loro nuvole, e che rappresenti circa due terzi della loro massa totale, che circondano probabilmente piccoli nuclei rocciosi. Questo tipo di pianeta si pensa sia comune nei sistemi planetari extrasolari.

### Plutone
Nel 2019, dallo studio dei dati della New Horizons, gli astronomi hanno riportato evidenze di un oceano sotterraneo anche sul pianeta nano Plutone. Gli scienziati ritengono che l'oceano sia presente dalla formazione di Plutone e che sia rimasto liquido grazie a uno strato di gas isolante (probabilmente metano) che lo circonda.

## Indicatori, metodi di rilevamento e di conferma
La maggior parte dei sistemi planetari extrasolari più noti sembrano avere composizioni molto diverse da quelle del sistema solare, anche se probabilmente vi è una distorsione del campione derivante dai metodi di rilevamento.

### spettroscopia

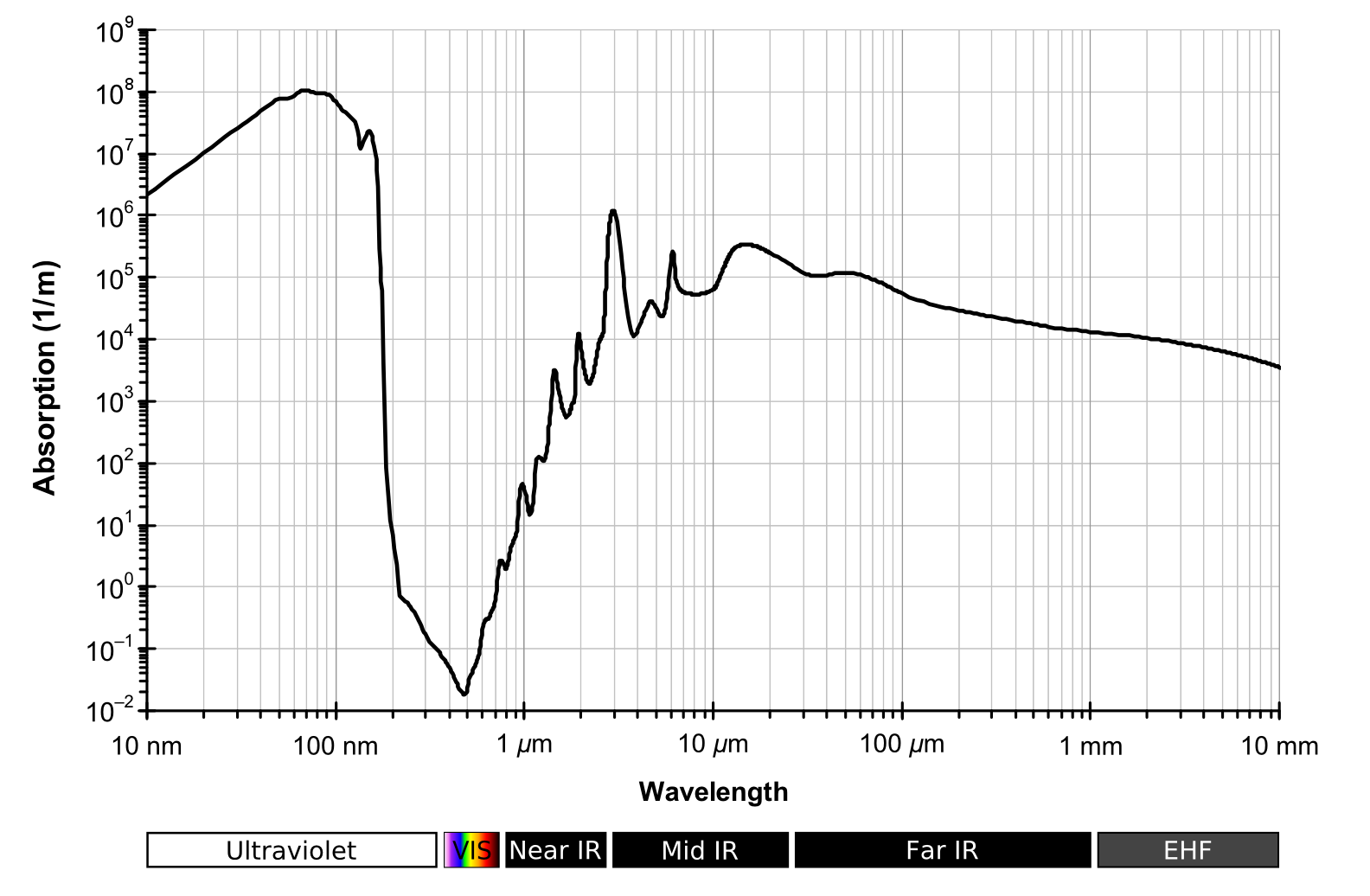
Spettro di assorbimento di acqua liquida

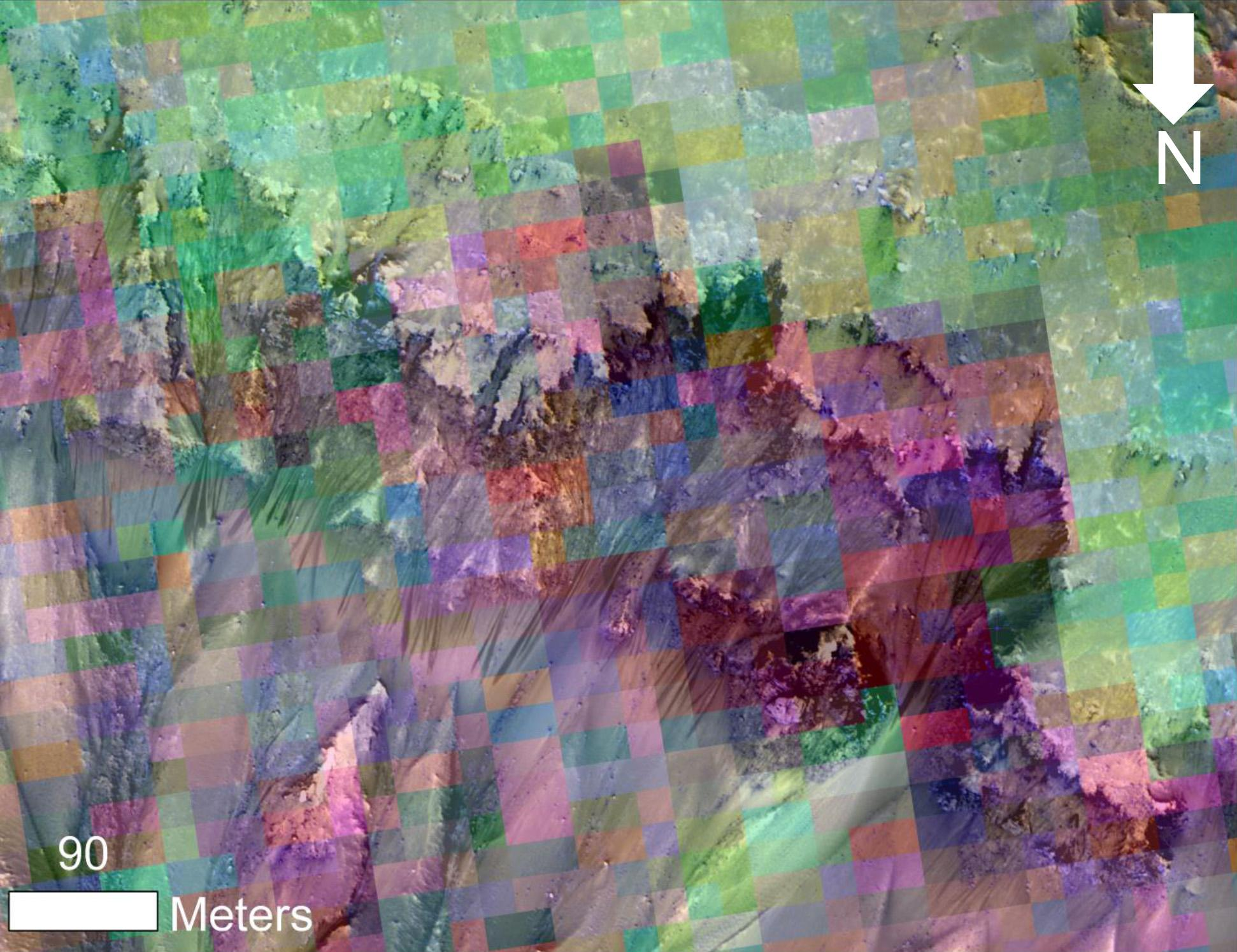
L'acqua liquida non è stata rilevata nell'analisi spettroscopica di presunti flussi marziani stagionali.

L'acqua liquida ha una traccia distinta nella spettroscopia di assorbimento rispetto ad altri stati dell'acqua a causa dello stato dei suoi legami di idrogeno. Nonostante la conferma di vapore acqueo extraterrestre e ghiaccio, tuttavia, la firma spettrale dell'acqua liquida deve ancora essere confermata al di fuori della Terra. Utilizzando la tecnologia attuale, le firme dell'acqua superficiale sui pianeti rocciosi potrebbero non essere rilevabili attraverso spesse atmosfere molto distanti.
I flussi stagionali sui pendii marziani caldi di acqua salmastra liquida, sebbene fortemente suggestivi, non sono stati ancora confermati dalle analisi spettroscopica.
Il vapore acqueo è stato confermato in numerosi oggetti tramite la spettroscopia, tuttavia la presenza di vapore acqueo non dimostra di per sé la presenza di acqua liquida. Se la spettroscopia viene combinata con altre osservazioni, la possibile presenza di acqua liquida piò essere dedotta. Ad esempio, la densità di GJ 1214 b suggerisce che una grande frazione della sua massa è acqua e la successiva rilevazione da parte del telescopio Hubble della presenza di vapore acqueo suggerisce che potrebbero essere presenti materiali esotici come "ghiaccio caldo" o "acqua superfluida".

### Campi magnetici
Per le lune di gioviane Ganimede ed Europa, l'esistenza di un oceano sottoghiaccio è dedotta dalle misurazioni del campo magnetico di Giove. Poiché i conduttori che si muovono attraverso un campo magnetico producono un campo controelettromotorio, la presenza dell'acqua sotto la superficie è stata dedotta dal cambiamento del campo magnetico quando la luna passa dall'emisfero magnetico settentrionale a quello meridionale di Giove.

### Indicatori geologici
Thomas Gold ha ipotizzato che molti corpi del Sistema Solare potrebbero potenzialmente trattenere le acque sotterranee sotto la superficie.
Si pensa che nel sottosuolo marziano possa esistere acqua liquida. Le ricerche suggeriscono che in passato c'era acqua liquida che scorreva in superficie, creando grandi masse simili agli oceani sulla Terra. Tuttavia, rimane il mistero su dove sia finita l'acqua. Ci sono una serie di prove dirette e indirette della presenza dell'acqua sulla superficie o sotto la superficie, ad esempio letti di ruscelli, calotte polari, misure spettroscopiche, crateri erosi o minerali direttamente collegati all'esistenza di acqua liquida (come il Goethite). In un articolo apparso sul Journal of Geophysical Research, gli scienziati hanno studiato il lago Vostok in Antartide e hanno scoperto che può dare indicazioni su come trovare l'acqua liquida ancora presente su Marte. Attraverso le loro ricerche, gli scienziati sono giunti alla conclusione che se il lago Vostok esisteva prima dell'inizio della glaciazione perenne, è probabile che il lago non si sia gelato fino in fondo. In base a questa ipotesi, gli scienziati dicono che se l'acqua esisteva prima delle calotte polari su Marte, è probabile che ci sia ancora acqua liquida sotto le calotte di ghiaccio che può anche contenere tracce di vita.

### Osservazioni vulcaniche

Un possibile meccanismo per il criovolcanismo su corpi come Encelado.

Sono stati trovati geyser su Encelado, una luna di Saturno, e su Europa, una luna di Giove. Questi contengono vapore acqueo e potrebbero essere indicatori di acqua liquida più in profondità, ma potrebbe anche trattarsi di solo ghiaccio. Nel giugno 2009, sono state presentate evidenze di oceani sotterranei salati su Encelado. Il 3 aprile 2014, la NASA ha riportato che le prove per un grande oceano sotterraneo di acqua liquida su Encelado, luna del pianeta Saturno, erano state trovate dalla sonda Cassini. Secondo gli scienziati, la prova di un oceano sotterraneo suggerisce che Encelado è uno dei luoghi più probabili nel sistema solare per "ospitare la vita microbica". Emissioni di vapore acqueo sono state rilevate da diverse regioni del pianeta nano Cerere in combinazione con prove di attività criovalcanica in corso.

### Prove gravitazionali
Gli scienziati concordano sul fatto che sotto la superficie di Europa esista uno strato di acqua liquida e che l'energia termica derivante dalla flessione delle maree permetta al sottosuolo marino di rimanere liquido. I primi indizi su un oceano sotto la superficie sono derivati da considerazioni teoriche sul riscaldamento delle maree (una conseguenza dell'orbita leggermente eccentrica di Europa e della risonanza orbitale con gli altri satelliti galileiani).
Gli scienziati hanno utilizzato le misurazioni gravitazionali della sonda Cassini per confermare la presenza di un oceano acquatico sotto la crosta di Encelado. Tali dati sono stati usati come modello per cercare acqua in altre lune del Sistema Solare. Secondo almeno uno studio gravitazionale basato sul modello derivato dai dati ricavati dalla sonda Cassini, Dione ha un oceano 100 chilometri sotto la superficie.

### Radioscopia sotterranea

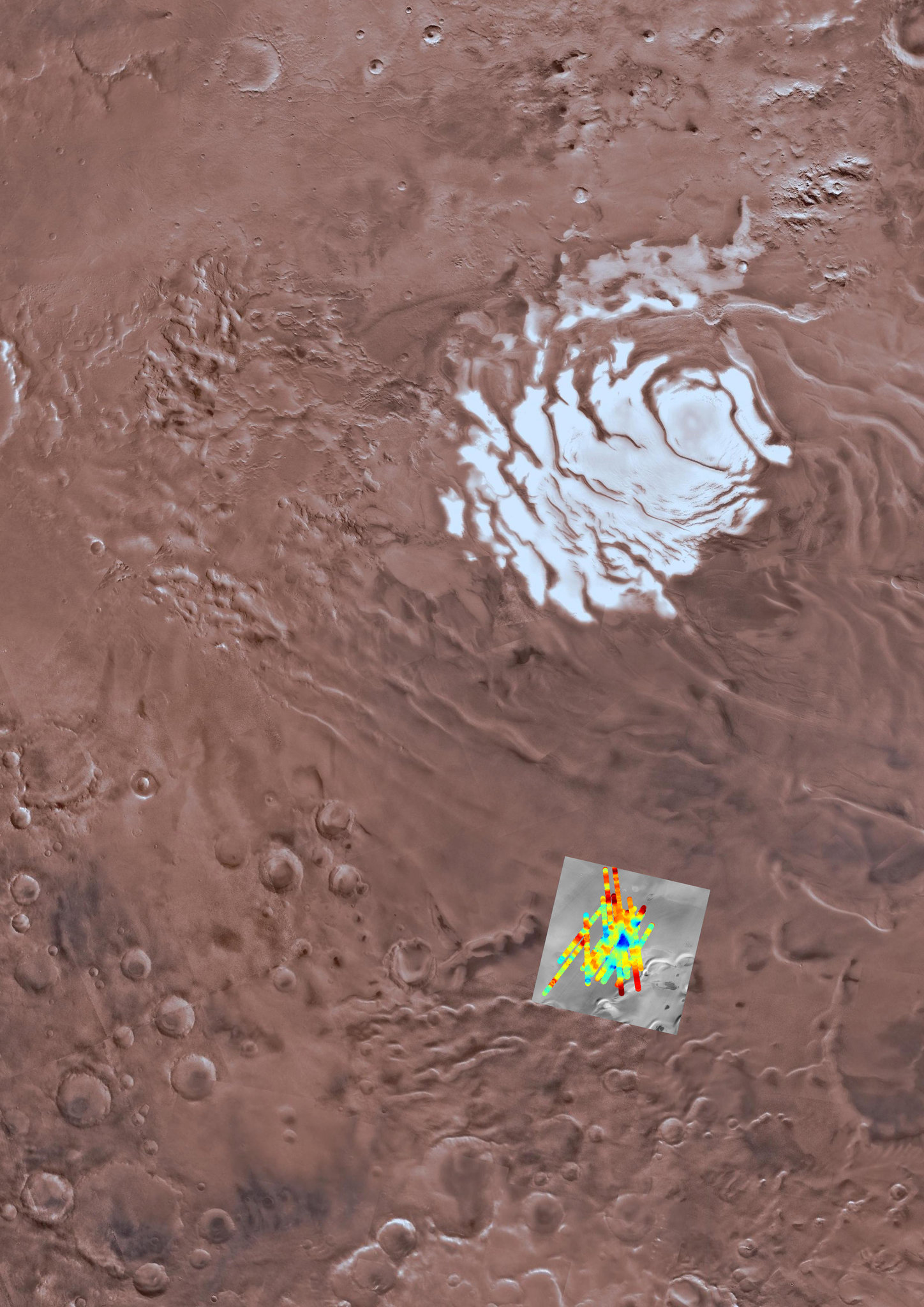
Sito del bacino idrografico subglaciale del polo sud marziano (segnalato nel luglio 2018).

Gli scienziati hanno rilevato l'acqua liquida tramite segnali radio. Lo strumento RADAR (Radar Detection And Ranging) della sonda Cassini è stato impiegato per rilevare l'esistenza di uno strato di acqua liquida e ammoniaca sotto la superficie di Titano (luna di Saturno) e sono coerenti con i calcoli della densità lunare. I dati radar penetranti al suolo e sulla permittività dielettrica dello strumento MARSIS su Mars Express indicano una massa stabile di acqua liquida salmastra di 20 chilometri di larghezza nella regione del Planum Australe di Marte.

### Calcolo della densità

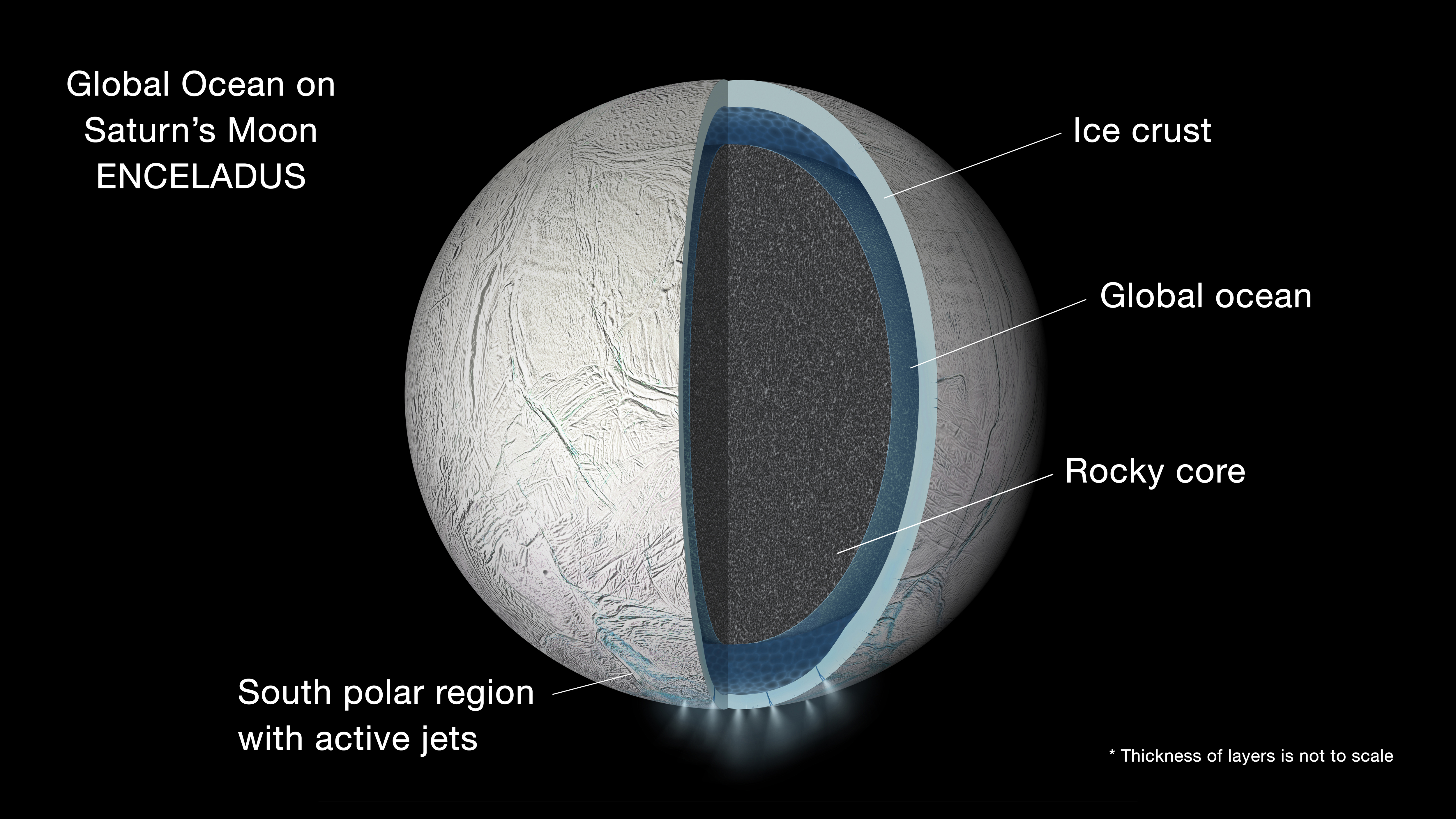
Rappresentazione artistica dell'oceano sottosuperficiale confermato su Encelado.

Gli scienziati planetari possono determinare con calcoli di densità la composizione dei pianeti e il loro possibile possesso di acqua liquida, anche se il metodo non è molto accurato in quanto la combinazione di molti composti e stati può produrre densità simili.
II modelli della densità di Titano, indicano la presenza di uno strato oceanico sotterraneo. Le stime di densità simili sono forti indicatori di un oceano sotterraneo su Encelado.
L'analisi iniziale della bassa densità di 55 Cancri e indicava che era composto per il 30% di fluido supercritico che Diana Valencia del Massachusetts Institute of Technology proponeva potesse essere sotto forma di acqua supercritica salata, anche se l'analisi di verifica del suo transito non è riuscita a rilevare tracce sia di acqua che di idrogeno.
Il GJ 1214 b è stato il secondo esopianeta (dopo il CoRoT-7b) ad avere una massa accertata e un raggio inferiore a quelli dei pianeti giganti del Sistema Solare. È tre volte più grande della Terra e circa 6,5 volte più massiccia. La sua bassa densità indicava che si poteva trattare di una miscela di roccia e acqua, e le osservazioni successive con il telescopio Hubble sembrerebbero ora confermare che una grande frazione della sua massa sia acqua, e si tratterebbe quindi di un grande mondo acquatico. Le alte temperature e le pressioni formerebbero materiali esotici come "ghiaccio caldo" o "acqua superfluida".

### Modelli di decadimento radioattivo
Modelli di ritenzione del calore e riscaldamento tramite decadimento radioattivo in corpi più piccoli del Sistema Solare suggeriscono che Rea, Titania, Oberon, Tritone, Plutone, Eris, Sedna e Orcus potrebbero contenere oceani sotto croste di ghiaccio solido di circa 100 km di spessore. Di particolare interesse in questi casi è il fatto che i modelli indicano che gli strati liquidi sono a diretto contatto con il nucleo roccioso, il che permette un'efficiente miscelazione di minerali e sali nell'acqua. Questo è contrario agli oceani che possono trovarsi all'interno di satelliti ghiacciati più grandi come Ganimede, Callisto o Titano, dove si pensa che strati di ghiaccio ad alta pressione siano alla base dello strato di acqua liquida.
Modelli di decadimento radioattivo suggeriscono che MOA-2007-BLG-192Lb, un piccolo pianeta che orbita intorno ad una piccola stella potrebbe essere caldo come la Terra e completamente coperto da un oceano molto profondo.

### Modelli di differenziazione interna

Diagramma che mostra una possibile struttura interna di Cerere

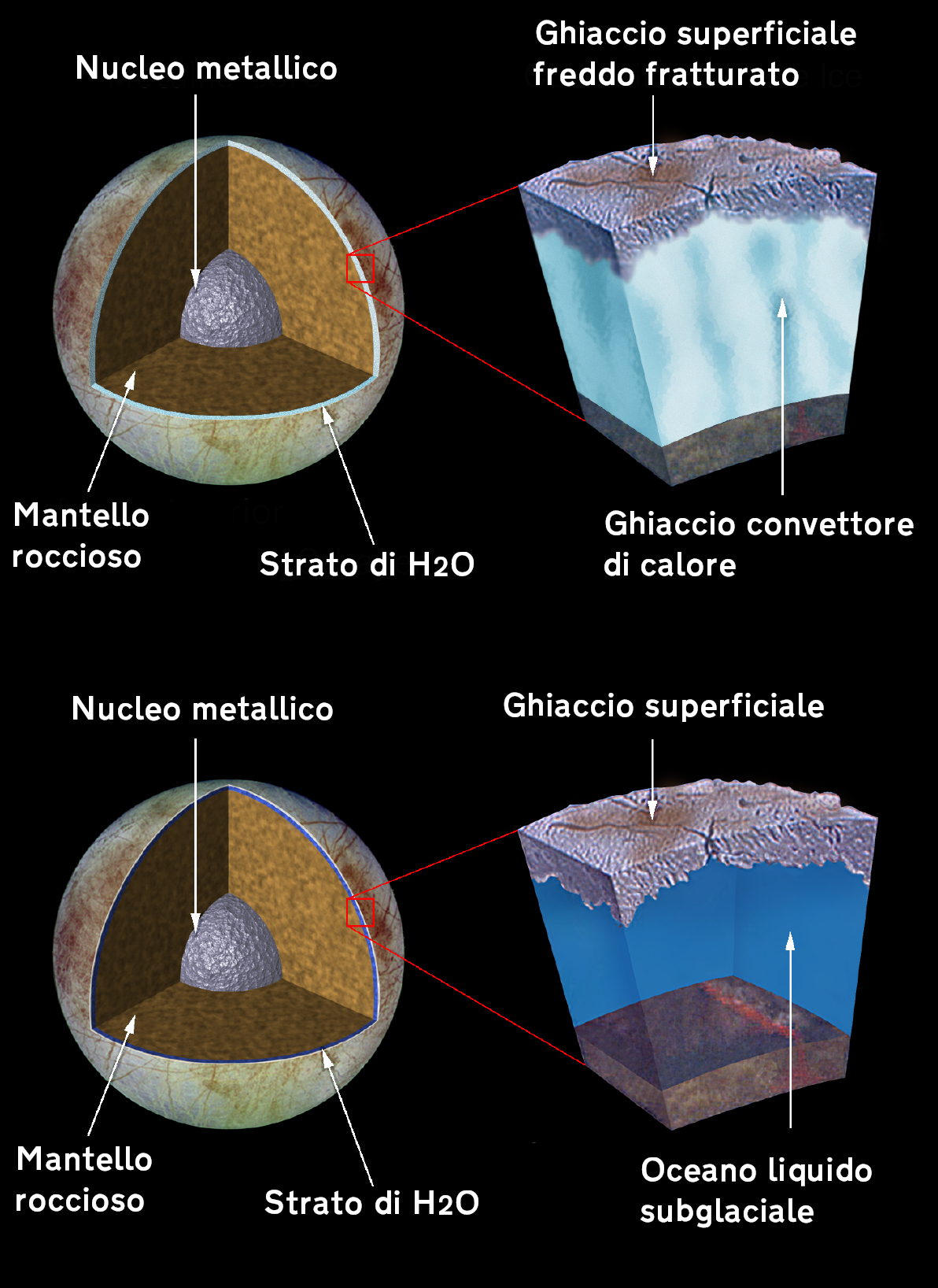
Due modelli relativi alla composizione di Europa suggeriscono un grande oceano sotterraneo di acqua liquida. Modelli simili sono stati proposti per altri corpi celesti del Sistema Solare.

I modelli di corpi celesti del Sistema Solare indicano la presenza di acqua liquida nella loro differenziazione interna.
Alcuni modelli del pianeta nano Cerere, l'oggetto più grande della cintura di asteroidi, indicano la possibile presenza di uno strato interno bagnato. Il vapore acqueo rilevato che viene emesso dal pianeta nano può essere un indicatore, attraverso la sublimazione del ghiaccio superficiale.
Si pensa che uno strato superficiale di acqua liquida abbastanza densa da disaccoppiare la crosta dal mantello sia presente su Titano, Europa e, con meno certezza, Callisto, Ganimede e Tritone. Anche altre lune ghiacciate possono avere oceani interni, oppure hanno avuto oceani interni ormai congelati.

### Zona abitabile

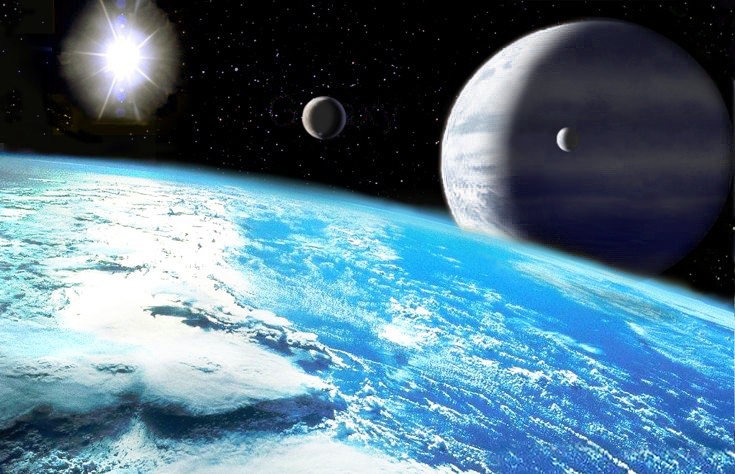
Rappresentazione artistica di un pianeta di classe II con nuvole di vapore acqueo, vista da un'ipotetica grande luna con acqua liquida superficiale.

L'orbita di un pianeta nella zona abitabile circumstellare è un metodo comunemente usato per prevedere la presenza di acqua superficiale. La teoria della zona abitabile ha prodotto diversi candidati extrasolari, anche se sono altamente speculativi in quanto l'orbita di un pianeta intorno ad una stella da sola non garantisce che un pianeta abbia acqua liquida. Oltre alla sua orbita, un oggetto di massa planetaria deve avere il potenziale per una pressione atmosferica sufficiente a sostenere l'acqua liquida e una fornitura sufficiente di idrogeno e ossigeno sulla sua superficie o in prossimità della stessa.
Il sistema planetario Gliese 581 contiene diversi pianeti che possono essere candidati per l'acqua di superficie, tra cui Gliese 581 c, Gliese 581 d, che potrebbero essere abbastanza caldi da contenere gli oceani se l'effetto serra è in funzione, e Gliese 581 e.
Gliese 667 C ha tre di loro nella zona abitabile incluso Gliese 667 Cc è stimato avere temperature superficiali simili alla Terra e una forte possibilità di acqua liquida.
Kepler-22b uno dei primi 54 candidati trovato dal telescopio Kepler è 2,4 volte le dimensioni della Terra, con una temperatura stimata di 22 °C. È considerato come avente il potenziale per le acque superficiali, anche se la sua composizione è sconosciuta.
Tra i 1.235 possibili candidati extrasolari dei pianeti rilevati dal telescopio spaziale Kepler della NASA durante i suoi primi quattro mesi di funzionamento, 54 sono in orbita nella zona abitabile della stella madre, dove potrebbe esistere acqua liquida. Cinque di questi sono delle dimensioni simili a quelle della Terra.
Il 6 gennaio 2015, la NASA ha pubblicato ulteriori osservazioni condotte da maggio 2009 ad aprile 2013 che includono otto candidati di dimensioni da una a due volte quelle della Terra, in orbita in una zona abitabile. Di questi otto, sei orbitano attorno stelle simili al Sole per dimensioni e temperatura. Tre degli esopianeti recentemente confermati sono stati trovati in orbita all'interno di zone abitabili di stelle simili al Sole: due di tre, Kepler-438b e Kepler-442b, sono di dimensioni simili alla Terra e probabilmente rocciosi; il terzo, Kepler-440b, è una super-terra.

### Dischi circumstellari ricchi d'acqua
Molto prima della scoperta dell'acqua sugli asteroidi, sulle comete e sui pianeti nani oltre Nettuno, i dischi circumstellari del Sistema Solare, oltre la linea delle nevi, compresa la cintura degli asteroidi e la fascia di Kuiper, erano ritenuti contenere grandi quantità d'acqua e si riteneva che fossero l'origine dell'acqua sulla Terra. Dato che si pensa che molti tipi di stelle siano in grado di trasportare sostanze volatili attraverso l'effetto di fotoevaporazione, il contenuto di acqua nei dischi circumstellari e di materiale roccioso in altri sistemi planetari sono ottimi indicatori del potenziale di acqua liquida di un sistema planetario e del potenziale di chimica organica, specialmente se rilevati all'interno delle regioni che formano il pianeta o della zona abitabile. Tecniche come l'interferometria possono essere utilizzate a questo scopo.
Nel 2007, un disco di questo tipo è stato trovato nella zona abitabile di MWC 480. Nel 2008, ne è stato trovato uno intorno alla stella AA Tauri. Nel 2009 ne è stato scoperto uno intorno alla giovane stella HD 142527.
Nel 2013, è stato rilevato un disco di detriti ricco d'acqua intorno a GD 61 accompagnato da un oggetto roccioso composto da magnesio, silicio, ferro e ossigeno. Lo stesso anno, un altro disco ricco d'acqua è stato avvistato intorno a HD 100546 ha ghiaccio vicino alla sua stella.

## Storia
I mari lunari sono vaste pianure basaltiche sulla Luna ritenute corpi d'acqua dai primi astronomi, che le chiamavano "mari". Galileo ha espresso qualche dubbio sui "mari" lunari nel suo Dialogo sopra i due massimi sistemi del mondo.
Prima dello sbarco delle sonde spaziali, l'idea degli oceani su Venere erano una teoria credibile, ma il pianeta è stato scoperto essere troppo caldo.
Le osservazioni telescopiche dall'epoca di Galileo in poi hanno dimostrato che Marte non ha caratteristiche simili a quelle degli oceani acquatici. L'aridità di Marte è stata a lungo riconosciuta e ha dato credibilità ai canali marziani fittizi.

### Antiche acque su Venere
Il Goddard Institute for Space Studies della NASA e altri hanno postulato che Venere potrebbe aver avuto per circa 2 miliardi di anni un oceano poco profondo, contenente la stessa quantità di acqua della Terra. A seconda dei parametri utilizzati nel loro modello teorico, l'ultima acqua liquida potrebbe essere evaporata appena 715 milioni di anni fa., l'unica acqua conosciuta su Venere è sotto forma di una piccola quantità di vapore atmosferico (20 ppm). L'idrogeno, un componente dell'acqua, al giorno d'oggi è andato disperso nello spazio, come rilevato dalla navicella spaziale Venus Express dell'ESA.

## Evidenza di acque superficiali passate

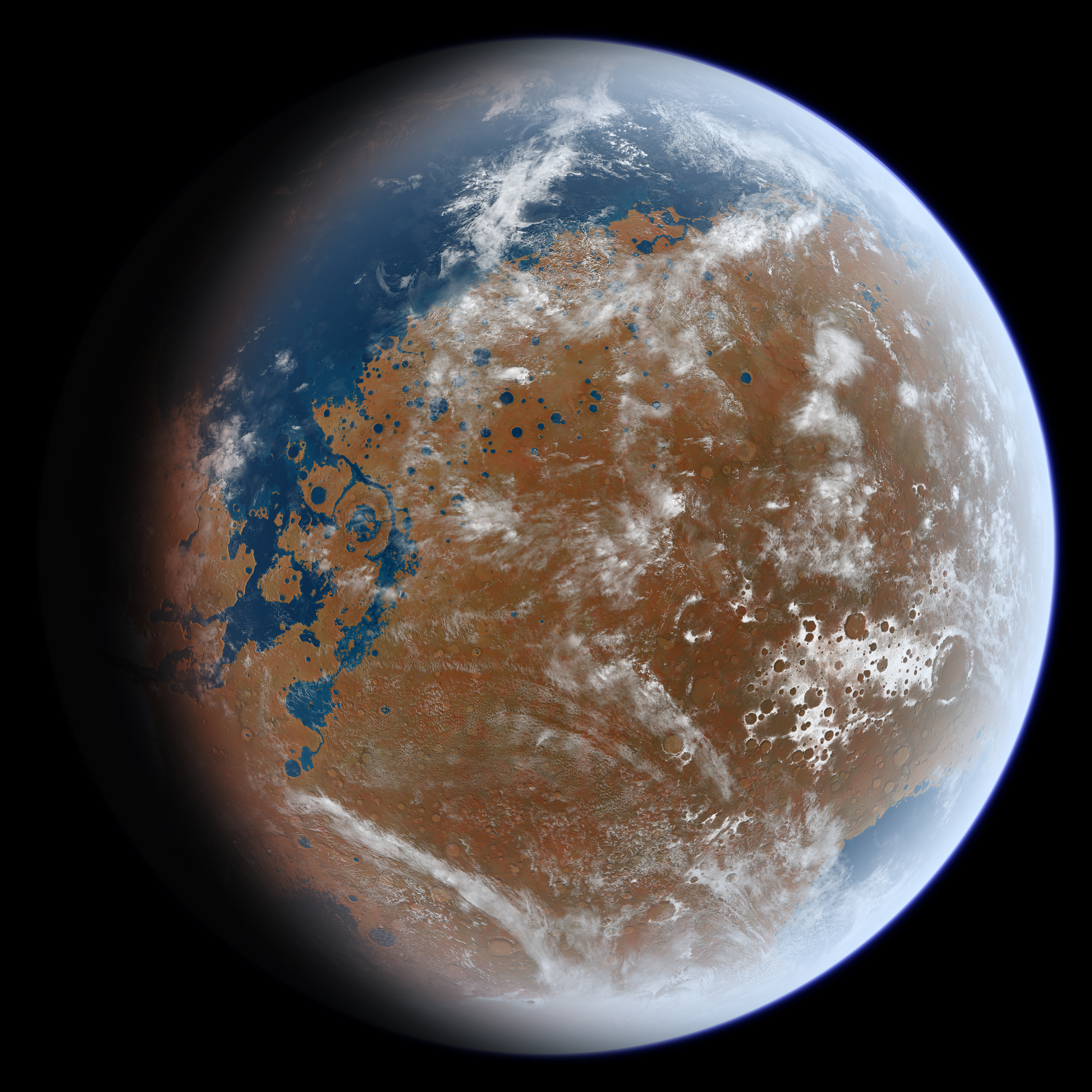
La rappresentazione artistica di Marte e dei suoi antichi oceani ipotizzati sulla base di dati geologici.

Supponendo che l'ipotesi dell'impatto gigante sia corretta, non ci sono mai stati mari o oceani reali sulla Luna, solo forse un po' di umidità (liquido o ghiaccio) in alcuni luoghi, quando la Luna aveva un'atmosfera sottile creata dal degassamento di vulcani o dagli impatti di corpi ghiacciati.
La sonda spaziale Dawn ha trovato possibili prove di un flusso d'acqua del passato sull'asteroide Vesta, portando ad ipotesi di giacimenti sotterranei di ghiaccio d'acqua.
Gli astronomi ipotizzano che Venere possedeva acqua liquida e forse oceani nella sua primissima storia. Dato che Venere è stata completamente rigenerata dalla sua stessa geologia attiva, l'idea di un oceano primordiale è difficile da verificare. Campioni di roccia un giorno potranno probabilmente fornire una risposta.
Una volta si pensava che Marte potesse essersi prosciugato partendo da una condizione simile a quella della Terra. L'osservazione della sua superficie craterica ha fatto sembrare questa teoria improbabile, ma ulteriori evidenze hanno riabilitato questa teoria. In un lontano passato, può essere esistita acqua liquida sulla superficie di Marte, e diversi bacini su Marte sono stati indicati come fondali marini asciutti. Il più grande è Vastitas Borealis; altri includono Hellas Planitia e Argyre Planitia.
Si discute molto sul fatto che Marte una volta avesse un oceano d'acqua nell'emisfero settentrionale, e su cosa gli sia accaduto. Recenti scoperte della missione Mars Exploration Rover indicano che aveva dell'acqua stagnante a lungo termine in almeno una località, ma la sua estensione non è nota. Il Mars rover Opportunity ha fotografato le venature luminose di un minerale che hanno permesso di confermare definitivamente la sedimentazione da parte dell'acqua liquida.
Il 9 dicembre 2013, la NASA ha dichiarato che il pianeta Marte aveva un grande lago di acqua dolce (che avrebbe potuto essere un ambiente ospitale per la vita microbica) sulla base delle prove del rover Curiosity che studia Aeolis Palus vicino al Monte Sharp nel cratere Gale.

## Acqua liquida su comete e asteroidi
Le comete contengono grandi percentuali di ghiaccio d'acqua, ma sono generalmente considerate completamente congelate a causa delle loro piccole dimensioni e della grande distanza dal Sole. Tuttavia, studi sulla polvere raccolta dalla cometa Wild-2 mostrano prove di acqua liquida all'interno della cometa ad un certo punto del suo passato. Non è ancora chiaro quale fonte di calore possa aver causato lo scioglimento di una parte del ghiaccio d'acqua della cometa.
Tuttavia, il 10 dicembre 2014, gli scienziati hanno annunciato che la composizione del vapore acqueo della cometa Churyumov-Gerasimenko, come rilevato dalla sonda Rosetta, è sostanzialmente diversa da quella della Terra. Cioè, il rapporto deuterio/idrogeno nell'acqua della cometa è stato calcolato essere tre volte superiore a quello trovato per l'acqua terrestre. Secondo gli scienziati, ciò rende poco probabile che l'acqua trovata sulla Terra provenga da comete simili alla cometa Churyumov-Gerasimenko.
L'asteroide 24 Themis è stato il primo scoperto ad avere acqua, anche liquida pressurizzata con mezzi non atmosferici, disciolta in minerale per irraggiamento ionizzante. È stato inoltre rilevato che l'acqua scorre sul grande asteroide 4 Vesta riscaldato attraverso impatti periodici.

## Candidati nella zona abitabile extrasolare con acqua

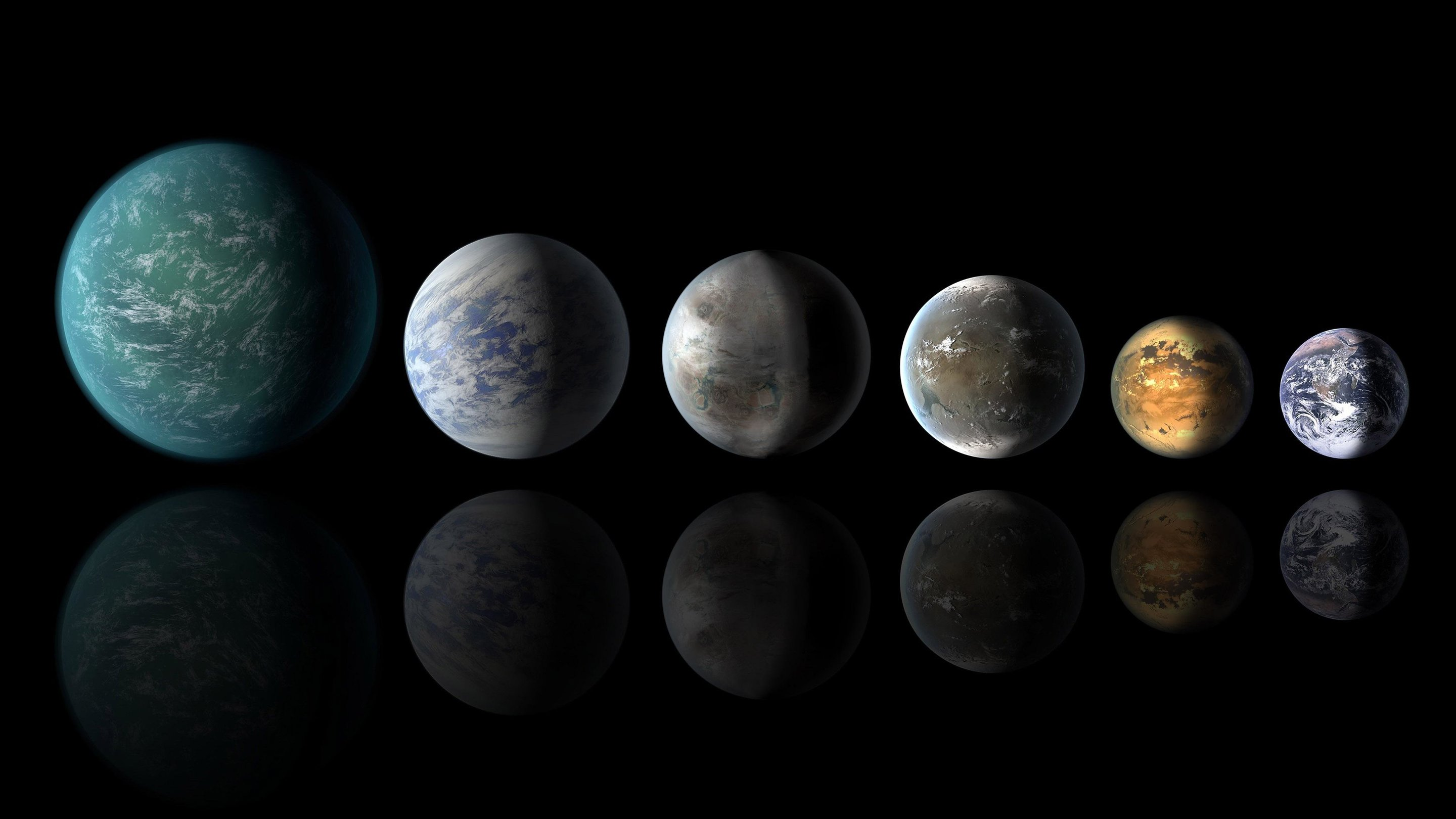
Rappresentazione artistica di pianeti extrasolari contenenti acqua.

I sistemi planetari extrasolari più conosciuti sembrano avere composizioni molto diverse dal Sistema Solare, sebbene probabilmente vi sia un errore del campione derivante dai metodi di rilevamento.
L'obiettivo delle ricerche correnti è quello di trovare pianeti di dimensioni terrestri nella zona abitabile dei loro sistemi planetari (a volte chiamata anche zona dei riccioli d'Oro). Pianeti con oceani potrebbero includere lune di pianeti giganti di dimensioni simili a quelle della Terra, anche se rimane speculativo se tali 'lune' esistano realmente. Il telescopio Kepler potrebbe essere abbastanza sensibile da poterli individuare. Si ipotizza che i pianeti rocciosi che ospitano l'acqua possano essere comuni in tutta la Via Lattea.